# Umbonimba
Umbonimba is een geslacht van hooiwagens uit de familie Assamiidae.
De wetenschappelijke naam Umbonimba is voor het eerst geldig gepubliceerd door Roewer in 1953. 

## Soorten
Umbonimba is monotypisch en omvat slechts de volgende soort:
- Umbonimba acanthops